# Lewiston (Idaho)
Lewiston is een plaats (city) in de Amerikaanse staat Idaho, en valt bestuurlijk gezien onder Nez Perce County.

## Geschiedenis
De eerste westerlingen kwamen in 1803 in het gebied aan gevolgd door Lewis en Clark in oktober 1805. Zij gingen vanaf hier verder westwaarts over de Clearwater- en de Snakerivier. De plaats werd pas in 1861 gesticht, er was vlakbij goud gevonden. Veel goudzoekers kwamen per schip over de Columbia naar Lewiston en trokken verder over land. In 1863 werd Lewiston de eerste hoofdstad van Idahoterritorium. Het was slechts van zeer korte duur en op 7 december 1864 werd Boise de hoofdstad.

## Demografie
Bij de volkstelling in 2000 werd het aantal inwoners vastgesteld op 30.904.
In 2006 is het aantal inwoners door het United States Census Bureau geschat op 31.293, een stijging van 389 (1.3%).

## Geografie
Volgens het United States Census Bureau beslaat de plaats een oppervlakte van
44,5 km², waarvan 42,7 km² land en 1,8 km² water.

## Haven
Lewiston ligt 750 kilometer van de kust en heeft een haven. Het kan beschouwd worden als een zeehaven want kleine zeeschepen kunnen over de Columbia en Snake de plaats bereiken. Tegenwoordig zijn het vooral binnenvaartschepen die de haven bezoeken.

## Plaatsen in de nabije omgeving
De onderstaande figuur toont nabijgelegen plaatsen in een straal van 20 km rond Lewiston.